# 한형구 (캐스터)
한형구(1990년 4월 21일 ~ )는 대한민국의 현 SBS SPORTS 스포츠 캐스터이자 스포츠 아나운서이다.
"21년 2020도쿄올림픽 남자농구 미국 국가대표 경기를 주로 맡아 SBS SPORTS에서 중계하며 호평을 받았다."
2019년 BearSpotv의 두산 베어스 퓨처스 경기 중계를 맡으며 방송 활동을 시작했다. 2020 시즌을 앞두고 두산의 자체 연습경기를 중계하기도 했다.
2020년부터는 LG U+ 골프 앱[1]을 통해 KLPGA와 US 오픈 등 여러 대회를 중계하고 있다.
한국 3X3 농구연맹이 운영하는 3x3 프리미어 리그의 중계 캐스터를 맡기도 했다.
2020 도쿄 올림픽에서는 SBS Sports를 통해 미국 농구 국가대표팀 주요 경기를 박수교 해설위원과 함께 중계했다.
SBS GOLF를 통해 US아마추어와 아시아 퍼시픽 아마추어 챔피언십 등 아마추어 골프 대회를 중계하고 있다.
그밖에도 뽈인러브, 추사마TV 등 여러 유튜브 채널에서도 활동 중이다.

## 경력
- 2021년 ~ : SBS SPORTS, SBS GOLF 아나운서
- 2021년 ~ : 대한양궁협회 프리랜서 아나운서
- 2021년 ~ : 대한씨름협회 중계 캐스터
- 2020년 ~ : SBS GOLF(U+) KLPGA 대회 중계
- 2020년 ~ : KOREA3X3프리미어리그 중계
- 2020년 ~ : KUSF U리그 중계 및 콘텐츠 MC
- 2019년 ~ : KBO퓨처스리그 중계
- 2019년 : KOREA 3X3 프리미어리그 아나운서
- 2014년 ~ 2016년 : 국방홍보원(국방TV) 현역기자
- 2022년 ~ 현재 : SBS SPORTS 아나운서